# Nuestra Señora de las Gracias de Cotignac
Nuestra Señora de las Gracias de Cotignac, es una advocación mariana, relacionada con la aparición de la Virgen María en Francia a Jean de la Baume en 1519, por lo cual se realizó una imagen, se construyó un templo de Nuestra Señora de las Gracias de Cotignac, se conoció por los favores recibidos a los fieles, y las peregrinaciones y visitas, son constantes a ese centro religioso. Posteriormente se le apareció a fray Fiacre en 1637, favoreciendo a la Reina  Ana de Austria, Luis XIII y Luis XIV de Francia.   

## Historia
El 10 de agosto, en la fiesta de San Lorenzo, del año 1519, estando en el campo un leñador, hombre muy piadoso llamado Jean de la Baume, como era su costumbre se arrodilló para rezar, y al terminar y ponerse de pie se vio envuelto en una nube, donde se le apareció la Virgen María con el Niño Jesús en sus brazos, acompañada del Arcángel San Miguel y San Bernardo. Vio a la Señora, que tenía una media luna bajo sus pies, quien antes de desaparecer le dijo: 
“Soy la Virgen María. Vaya a decirles al clero y a los Cónsules de Cotignac que me construyan aquí mismo una iglesia, bajo la advocación de “Notre-Dame de Grâces” -Nuestra Señora de las Gracias-; y que vengan en procesión a Mont Verdaille, para recibir los dones que quiero repartir allí”. 

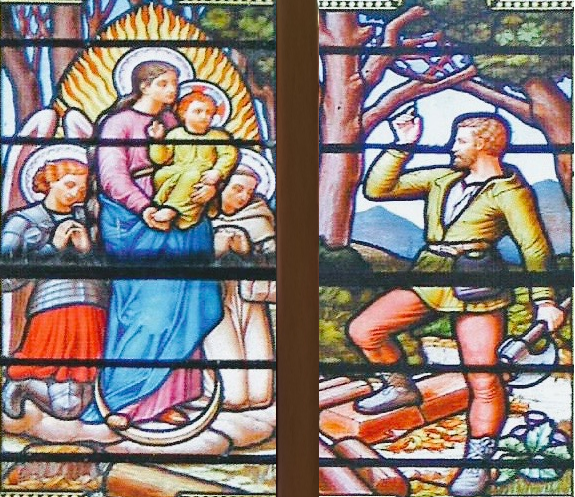
Vitral de la Aparición de Nuestra Señora de las Gracias en Cotignac Francia

No fue hasta la segunda aparición, cuando el leñador se atrevió a comunicar el mensaje celestial según había sido instruido. Como era hombre serio y con fama de piadoso, cinco semanas después, el 14 de septiembre, en la celebridad de la Exaltación de la Santa Cruz, los habitantes y ediles de Cotignac acudieron en procesión y comenzaron la construcción de una primera ermita, que pronto resultaría demasiado pequeña; pues empezaron a suceder y conocerse muchos milagros, por lo que las peregrinaciones crecieron y tomaron auge.
Siguiendo la descripción dada por Jean de la Baume, se pintó un retrato de la Virgen con el Niño Jesús en brazos el cual se venera todavía. Nuestra Señora de las Gracias pronto adquirió fama de intercesora para las mujeres que tenían dificultades para concebir o para llevar a feliz término su embarazo.
En 1522 ya acudían peregrinaciones de otras ciudades, para pedir protección ante epidemia de la peste, asunto que Cotignac, nunca sufrió, al igual que otras amenazas. Años después se estableció la comunidad de Padres Oratorianos, para atender a la comunidad de peregrinos que arriban al lugar.  

Uno de los célebres dones concedidos fue el que en 1638, Ana de Austria, y el Rey Luis XIII, quienes no habían obtenido descendencia en veintitrés años. Para obtener el don de ser madre, pidió públicamente el favor, luego de tres novenas e oraciones, obtuvo a su primer heredero a Luis XIV, que fue bautizado como Luis Diosdado o Louis-Dieudonné ( Dieudonné significa «dado por Dios»). Por esta razón el ilustre rey Luis XIV, acudió como peregrino a agradecerle el regalo de su nacimiento, en febrero de 1660.Dos años antes, el 3 de noviembre a las 2 de la mañana, el novicio religioso el Hermano Fiacre, tuvo también una aparición, de la virgen, en la cual Ella anunció 
“No temas, Yo soy la Madre de Dios, y el niño que ves es el delfín que Dio quiere dar a Francia". 
Fiacre, tuvo de nuevo una visión donde la Madre de Dios dijo: 
“No dudes mi hijo, de lo que has dicho a tu confesor. Quiero advertirte que la Reina va a hacer tres novenas en mi honor, a la misma imagen de Nuestra Señora de las Gracias, en Provenza”
 El 5 de noviembre registro por escrito lo sucedido, y la comunidad de frailes reportaron al cardenal Francois de la Rochefoucald.  

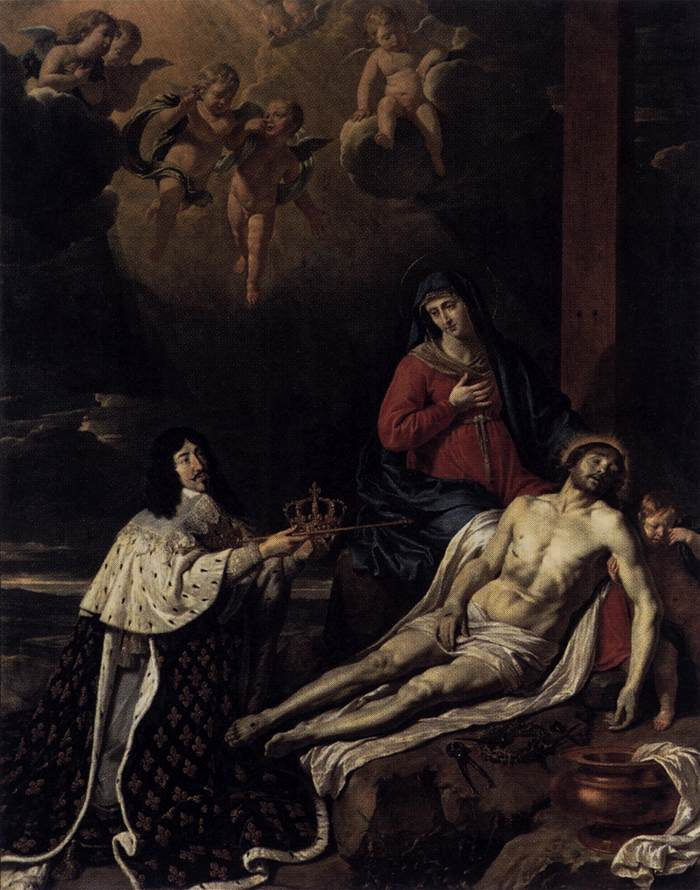
El voto de Luis XIII

La reina fue informada y así comenzó a creer en la promesa del cielo. Por ello la Reina solicitó el favor públicamente. El 8 de noviembre de 1637 el hermano Fiacre comenzó las tres novenas en nombre de la reina, las que concluyeron el 5 de diciembre; nueve meses antes del nacimiento del futuro Luis XIV. En febrero de 1638, la reina ya sabía que estaba embarazada, por lo que el hermano, fue enviado a visitar a la Reina pues quería conocerlo. Ana agradecida con el Señor, y mostrando su regocijo y humildad, se arrodilló ante el fraile, quien quedó confundido ante tal signo.
Por otro lado, el Rey Luis XIII, quien era aconsejado por su confesor el padre Caussin, había  esbozado la consagración de Francia a la Virgen, pero no fue hasta noviembre de 637 cuando presentó el documento al parlamento el cual firmó el 10 de febrero de 1638 conocido y recordado como “el voto perpetuo de Luis XIII”. En enero de 1684, el hermano Fiacre, mostró su testamente a su superior. 